# Шатилово (Смоленская область)
Шатилово — деревня в Руднянском районе Смоленской области России. Входит в состав Кляриновского сельского поселения. Население — 19 жителей (2007 год). 
Расположена в западной части области в 27 км к северу от Рудни, в 18 км северо-западнее автодороги Р130 Демидов - Рудня, на берегу реки Сухая Поленица. В 29 км южнее деревни расположена железнодорожная станция Рудня на линии Смоленск — Витебск. 

## История
В годы Великой Отечественной войны деревня была оккупирована гитлеровскими войсками в июле 1941 года, освобождена в октябре 1943 года.
1 октября 1943 года, около деревни Шатилово Руднянского района Смоленской области, в бою с немецко-фашистскими захватчиками прикрывая раненных бойцов погибла санитарный инструктор 3-го батальона 730-го стрелкового полка 204-й стрелковой дивизии старшина медицинской службы Ксения Константинова.
Указом Президиума Верховного Совета СССР от 4 июня 1944 года за образцовое выполнение боевых заданий Командования на фронте борьбы с немецкими захватчиками и проявленные при этом отвагу и геройство старшине медицинской службы Константиновой Ксении Семёновне присвоено звание Героя Советского Союза (посмертно). 